# Jaime Espinal
Jaime Yusept Espinal Fajardo (* 14. října 1984 Santo Domingo) je portorický zápasník–volnostylař, stříbrný olympijský medailista z roku 2012.

## Sportovní kariéra
Je rodákem z Dominikánské republiky. V 5 letech se s matkou přestěhoval na Portoriko na předměstí San Juanu. Zápasení se začal věnovat na druhém stupni základní školy Gabriely Mistralové (Escuela Gabriela Mistral) v San Juan v 11 letech pod vedením kubánského trenéra Pedra Rojase. V 15 letech se s matkou přestěhoval do Spojených státu do Brooklynu. Později se však vrátil do Portorika a vedle zápasu se věnoval breakdance. Po skončení University of Puerto Rico-Bayamón se v roce 2007 dostal do portorické volnostylařské reprezentace ve váze do 74 kg. V roce 2008 se na olympijské hry v Pekingu nekvalifikoval.
V roce 2009 strávil 9 měsíců na Kubě, kde se připravoval s reprezentačním výběrem Kuby v tréninkovém středisku Cerro Pelado. Od podzimu 2010 se potom v rámci podpory Mezinárodního olympijského výboru dostal s reprezentačním kolegou Franklinem Gómezem do tréninkové skupiny Caela Sandersona v Pensylvánii S univerzitním týmem Nittany Lion Wrestling Club se v State College připravoval na olympijskou sezonu 2012. Na březnové panamerické olympijské kvalifikaci ve floridském Kissimmee se kvalifikoval z druhého místa na olympijské hry v Londýně. Do Londýna přijel výborně připravený. Ve druhém kole (čtvrtfinále) svým výkonem zaskočil favorizovaného Gruzína Davita Marsagišviliho, kterého porazil 2:0 na sety. V semifinále doslova přejel reprezentanta Běloruska Soslana Gatcijeva 2:0 na sety, když druhý set vyhrál vysoko 8:0 na technické body. Ve finále s Šarifem Šarifovem jako by se vnitřne uspokojil s druhým místem a svému soupeři podlehl jednoznačně 0:2 na sety. Získal stříbrnou olympijskou medaili. Na tento senzační výsledek již v dalších letech nenavázal. V roce 2016 se druhým místem na panamerické olympijské kvalifikaci v texaském Friscu kvalifikoval na olympijské hry v Riu. V Riu prohrál v úvodním kole s reprezentantem Turecka Selimem Yaşarem 2:5 na technické body.

## Výsledky
| Turnaj                  | 2007 | 2008 | 2009 | 2010 | 2011 | 2012 | 2013 | 2014 | 2015 | 2016 | 2017 | 2018 | 2019 |
| Turnaj                  | 23   | 24   | 25   | 26   | 27   | 28   | 29   | 30   | 31   | 32   | 33   | 34   | 35   |
| Turnaj                  | -74  | -74  | -84  | -84  | -84  | -84  | -84  | -86  | -86  | -86  | -86  | -86  | -86  |
| ----------------------- | ---- | ---- | ---- | ---- | ---- | ---- | ---- | ---- | ---- | ---- | ---- | ---- | ---- |
| Olympijské hry          |      | —    |      |      |      | 2.   |      |      |      | úč.  |      |      |      |
| Mistrovství světa       | úč.  |      | úč.  | úč.  | úč.  |      | úč.  | úč.  | úč.  |      | úč.  | —    | úč.  |
| Panamerické hry         | —    |      |      |      | 5.   |      |      |      | 3.   |      |      |      | —    |
| Panamerické mistrovství | —    | 3.   | 3.   | 2.   | 5.   | —    | —    | —    | —    | —    | úč.  | —    | 2.   |
| Středoamerické a k. hry |      |      |      | 1.   |      |      |      | 3.   |      |      |      | 5.   |      |